# Alhama de Aragón
Alhama de Aragón ist ein Ort und eine Gemeinde (municipio) mit insgesamt 925 Einwohnern (Stand: 2024) im äußersten Westen der Provinz Saragossa in der Autonomen Region Aragonien im Nordosten Spaniens. Der Ort ist eine Station am Camino del Cid; er gehört zur bevölkerungsarmen Region der Serranía Celtibérica.

## Lage und Klima
Der Ort Alhama de Aragón liegt auf dem Nordufer des Río Jalón gut 110 km (Fahrtstrecke) südwestlich der Provinzhauptstadt Saragossa in einer Höhe von ca. 665 m. Die sehenswerte Stadt Calatayud ist nur ca. 27 km in nordöstlicher Richtung entfernt. Das Klima ist im Winter rau, im Sommer dagegen gemäßigt bis warm; der eher spärliche Regen (ca. 405 mm/Jahr) fällt übers Jahr verteilt.

## Bevölkerungsentwicklung
| Jahr      | 1857 | 1900  | 1950  | 2000  | 2017  |
| Einwohner | 805  | 1.637 | 1.906 | 1.178 | 1.053 |

Als Folge zunehmender Trockenheit, der Mechanisierung der Landwirtschaft, der Aufgabe von zahlreichen bäuerlichen Kleinbetrieben und des daraus resultierenden geringeren Arbeitskräftebedarfs auf dem Land ist die Zahl der Einwohner in der zweiten Hälfte des 20. Jahrhunderts infolge der Landflucht deutlich gesunken. Andererseits konnte der Bevölkerungsschwund durch die Entwicklung des Badetourismus etwas ausgeglichen werden.

## Wirtschaft
Die Einwohner des Ortes waren jahrhundertelang im Wesentlichen Selbstversorger; Lebensmittelgeschäfte etc. oder Märkte gab es nicht oder nur selten. Die wenigen Händler, Handwerker und Dienstleister wurden von Straßenhändlern mit dem Lebensnotwendigen versorgt. Heute spielen der Kur- und Wellnesstourismus wichtige Rollen im Wirtschaftsleben des Ortes.

## Geschichte
Die ca. 34° warmen Thermalquellen waren sehr wahrscheinlich schon den Römern bekannt; jedenfalls wird der überlieferte Name Aquae Bilbilitanorum mit dem Ort in Verbindung gebracht. Im 8. Jahrhundert wurde die Gegend von arabisch-maurischen Heeren überrannt; aus dieser Zeit stammt der heutige Ortsname Alhama (abgeleitet von arabisch حَمَّام Hammām, DMG ḥammām = „Thermalbad“). Zu Beginn des 12. Jahrhunderts wurden sie nach Süden abgedrängt wurden (reconquista). In der Folgezeit war die Region jedoch zwischen den Königreichen Aragón und Kastilien umkämpft (Guerra de los Dos Pedros) und konnte erst im Jahr 1454 endgültig Aragón angeschlossen werden.

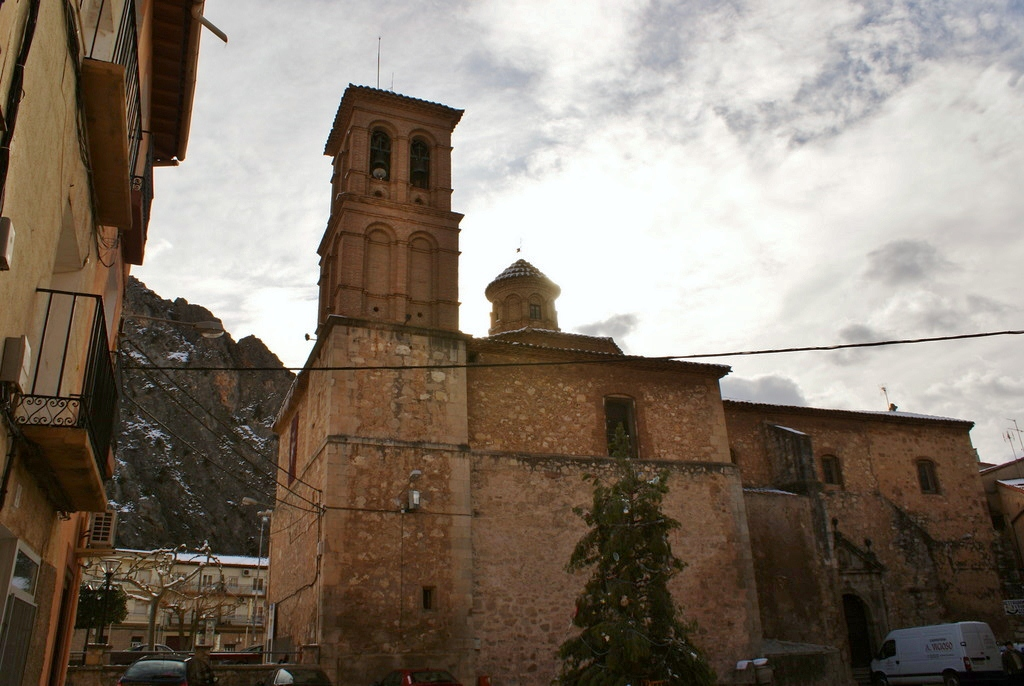
Iglesia de la Natividad de Nuestra Señora

## Feste
Die nachfolgenden Feierlichkeiten finden jährlich in Alhama de Aragón statt:
- Fest zu Ehren de la Virgen de la Candelaria y San Blas am 2. und 3. Februar
- Wallfahrt zur Einsiedelei von San Gregorio, am 9. Mai
- Wallfahrt zur Einsiedelei Santa Quiteria, am 22. und 23. Mai
- Patronatsfest zu Ehren von San Roque von 13. bis 17. August

## Gemeindepartnerschaften
- Tournay in Frankreich

## Sehenswürdigkeiten
- Von der von den Mauren errichteten und später von den Christen übernommenen und umgebauten Burg (castillo) ist nur der Bergfried (torre del homenaje) erhalten.
- Die Kirche La Natividad de Nuestra Señora ist der Geburt Mariens geweiht; sie stammt aus den Jahren 1626 bis 1657. Während das Kirchengebäude mit Ausnahme der exakt behauenen Ecksteine aus Bruchsteinen errichtet wurde, bestehen die beiden Obergeschosse des Glockenturms (campanar) in Mudéjar-Manier aus Ziegelsteinen. Das Kirchenschiff beeindruckt durch sein aus Stuck gefertigtes barockes Stichkappengewölbe, eine in ähnlicher Manier gefertigte Vierungskuppel und durch mehrere churriguereske Schnitzaltäre (retablos).[7][8]
- Die Casa Palacio und der Palacio de los Padilla sind Beispiele spätbarocker Stadtpaläste.